# 西羊羔乡
西羊羔乡，是中华人民共和国河北省邯郸市临漳县下辖的一个乡镇级行政单位。

## 行政区划
西羊羔乡下辖以下地区：
西村、东村、南村、北村、东辛寨村、杜城营村、七里营村、漳潮村、刘柏合村、苏庄村、南羊羔村、温羊羔村、中羊羔村、王羊羔村和刘羊羔村。